# クルクシェートラ
クルクシェートラ(ヒンディー語: कुरुक्षेत्र  発音)はインド、ハリヤーナー州の都市、またはこの付近一帯を指す地域の名前である。「聖なる地」を意味する「ダルマクシェートラ」としても知られる。プラーナ文献にはバラタ族のクル王がクルクシェートラという名前の由来となっていることが語られている。クル王はインドの叙事詩『マハーバーラタ』で語られるカウラヴァとパーンダヴァの先祖にあたる。この叙事詩で語られるカウラヴァとパーンダヴァの戦いが行われた場所がクルクシェートラであり、アルジュナの抱える葛藤を観取したクリシュナが『バガヴァッド・ギーター』を説いた地でもある。ゆえにヒンドゥー教徒にとってクルクシェートラは重要な意味を持っている。
神話に語られるクルクシェートラは都市ではなく地域であり、歴史的にはテインザーがこの地域の中心都市であった。クルクシェートラという都市は比較的新しい街なので注意が必要である。

## 概要
1947年にクルクシェートラに難民キャンプができるより以前はテインザーがこの地域の中心地であった。1950年代のインド独立の動きの中でクルクシェートラは人を集めるようになりテインザーの街を飲み込んでしまった。そのためテインザーもクルクシェートラの一部であると勘違いされる傾向がある。
「テインザー（Thanesar）」は「神の地（Sthaneshwar）」を語源に持っている。シヴァ神を祀るテインザー・マハーデーヴ寺院はこの付近では最も古いヒンドゥー寺院であると信じられている。このヒンドゥー寺院はクリシュナとパーンダヴァの兄弟達が武運を祈った場所ともいわれている。
地元に伝わる伝承はテインザーの近くを神話に語られるクルクシェートラであると同定している。クルクシェートラの近くにはアミンという村があり、そこには砦の跡が残っている。この砦はアビマニユのものだと信じられている。
2012年、クルクシェートラの持つ宗教的意義から行政は食肉の販売、所持、消費を禁止した。

## 神話の中、歴史の中のクルクシェートラ

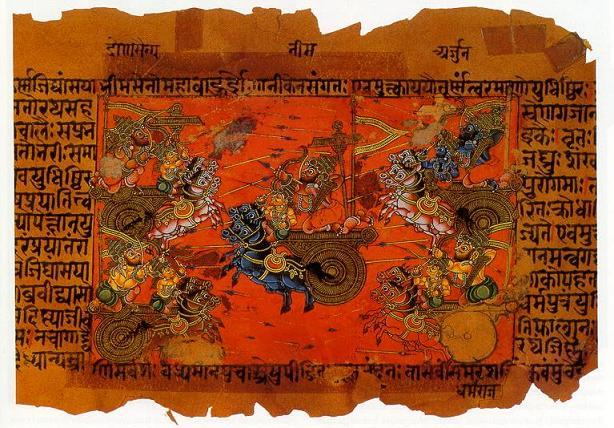
『マハーバーラタ』の写本。クルクシェートラの戦いが描かれている。

プラーナ文献ではクルクシェートラという名前がバラタ朝のクル族の王に由来することが語られている。また、ほぼ全てのプラーナ文献で「クルクシェートラ」は都市ではなく地方として言及されている。その範囲はおおよそハリヤーナー州の中部、西部からパンジャーブ州の南部にまたがる。アーラニヤカによればクルクシェートラはパンジャブ州シラインド、トゥルギナ（Turghna）の南で、メーワートのカンダヴァの森の北、 タール砂漠の東、パリンの西に位置する。
クル王がこの地を訪れたときにはウッタルヴェディと呼ばれており、ウッタルヴェディの時代には様々な帝国がかわるがわるこの地を支配していた。この地は時期によって、ウッタルヴェディ、ブラフマヴェディ、ダルマクシェートラ、クルクシェートラと呼び名が変わっている。クル王がこの地を訪れたとき、最初に首都を置いたのはアッサンドであり、現在のクルクシェートラの街よりずいぶん南になる。その後インドラプラスタ（現デリー）、ハスティナープルと首都を移している。後にクルの一族を二分する『マハーバーラタ』の戦いがクルクシェートラの地で繰り広げられる。その戦いの中でクリシュナが『バガヴァッド・ギーター』をアルジュナに説いた。

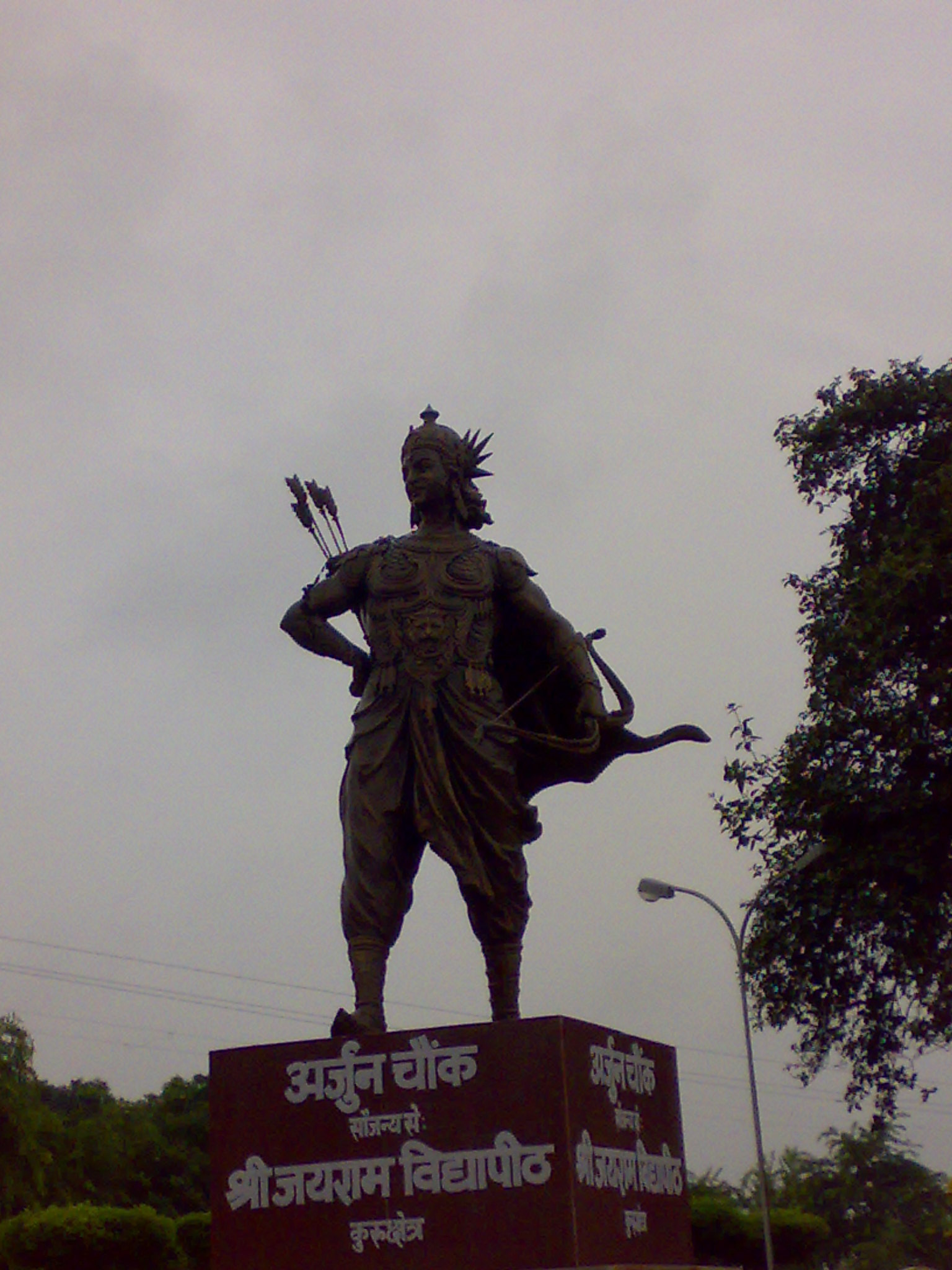
アルジュナ像、アルジュナ・チョーク。

『ヴァーマナ・プラーナ』ではクル王がこの地に身を落ち着けることになった経緯が語られている。この文献によればクル王はサラスヴァティー河畔に8つの美徳が深く根づいていることに気が付き、それを理由にこの地を本拠地に選んでいる。8つの美徳とは、厳格さ（タパス）、真理（サティヤ）、寛容さ（kshama）、やさしさ（ダヤ）、純潔（suchee）、慈悲（daan）、帰依（ヤジナ）、「ブラフマンに従っている様」（ブラーマチャールヤ）である。ヴィシュヌ神はクル王の慧眼に甚く感激し彼を祝福し、2つのことを約束をした。すなわちこの地をクルの名で知られる聖なる地とすること、そしてこの地で命を落としたものをすべて天国へ送ることの2つである。文献で語られるクルクシェートラはサラスヴァティー川とドリシャドヴァティ川の間に存在していたとされるが、現在これらの川は存在していない。
アショーカ王の時代にはこの地に世界中から人を集めて学ばせていたことが考古学的に証明されている。その後ハルシャ・ヴァルダナの時代にクルクシェートラは最盛期を迎える。中国の僧、玄奘三蔵がテインザーの街を訪れたのがこの時期である。現在のテインザーの街はハルシャカティラ（Harsh ka Tila、ハルシャの丘）と呼ばれる小高くなった位置に拡がっており、この丘にはハルシャ・ヴァルダナ時代の遺跡が残る。